# Copa da Escócia de 1874–75
A Copa da Escócia de 1874-75 foi a 2º edição do torneio mais antigo do futebol da Escócia. O campeão foi o Queen's Park F.C., que conquistou seu 2º título na história da competição ao vencer a final contra o Renton F.C., pelo placar de 3 a 0.

## Premiação
| Copa da Escócia de 1874-75            |
| Escócia                               |
| ------------------------------------- |
| Queen's Park F.C. Campeão (2º título) |